# Pyrausta angustalis
Pyrausta angustalis là một loài bướm đêm trong họ Crambidae.